# Сора, Дени
Дени́ Сора́ (фр. Denis Saurat; 21 марта 1890 года, Тулуза — 7 июня 1958 года, Ницца) — французский литературовед, университетский преподаватель и писатель. Занимался исследованиями философской поэзии, интересовался метафизикой. Призёр Французской академии за труд о Уильяме Блейке (1955). Изучал миф об Атлантиде, его книга «Атлантида и царство гигантов» (1954) имела огромный успех.

## Биография
Сора преподавал литературу в университете города Бордо с 1919 по 1924 годы, в последний год был назначен директором Французского института в Лондоне. Также был лектором, затем профессором с 1932 года английского языка и литературы на литературном факультете в Лилле, продолжая работать в Королевском колледже Лондона. Был уволен с должности в 1943 году за свои голлистские идеи и восстановлен в должности 4 октября 1944 года. В 1950 году вышел в отставку.

## Книги
Писал по-французски и по-английски, позже и по-окситански.
- «Мысль Мильтона» / La pensée de Milton (1920)
- «Блейк и Милтон» / Blake and Milton (1922)
- «Мильтон и христианский материализм в Англии» / Milton et le matérialisme chrétien en Angleterre (1928)
- «Три конвенции: метафизические диалоги, принципы метафизики и комментарий» / The Three Conventions: Metaphysical Dialogues, Principia Metaphysica, and Commentary (1926)
- «Тенденции, критические очерки» / Tendances, essais de critique (1928)
- «Религия Виктора Гюго» / La religion de Victor Hugo (1929)
- «Литература и оккультизм. Исследования в современной философской поэзии» / La littérature et l’occultisme. Études sur la poésie philosophique moderne (1929)
- «История религий» / Histoire des Religions (1933)
- «Конец страха» / La fin de la peur (1937)
- «Перспективы» / Perspectives (1938)
- «Французские военные цели» / French War Aims (1940)
- «Христос в Шартре» / The Christ at Chartres (1940)
- «Дух Франции» / The Spirit of France (1940)
- «Регенерация: с письмом генерала де Голля» / Regeneration, with a Letter from General de Gaulle (1941)
- «Наблюдать за Африкой» / Watch Over Africa (1941)
- «Смерть и мечтатель» / Death and the Dreamer (1946)
- «Современная французская литература, 1870—1940» / Modern French Literature, 1870—1940 (1946)
- «Избранные стихи Уильяма Блейка» / William Blake Selected Poems (1947)
- «Боги народа» / Gods of the People (1947)
- «Эзотерическая религия Виктора Гюго» / La religion ésotérique de Victor Hugo (1948)
- «Виктор Гюго и боги людей» / Victor Hugo et les dieux du peuple (1948)
- «Загробный опыт» / L’expérience de l’au-delà (1951)
- «Уильям Блейк» / William Blake (1954)
- «Атлантида и царство гигантов» / L’Atlantide et le règne des géants (1954)
- «Религия гигантов и цивилизация насекомых» / La religion des géants et la civilisation des insectes (1955)
- «Катарские чары» / «Encaminament catar» (поэмы, 1955, 127 с.)